# Jeff Woywitka
Jeff Woywitka (Kanada, Alberta, Vermilion, 1983. szeptember 1.) profi jégkorongozó védő.

## Karrier
Komolyabb junior karrierjét a WHL-es Red Deer Rebelsben kezdte 1999–2000-ben. A csapattal az egész szezont végig játszotta és még a rájátszásban is részt vett de az első körben kiestek. Ezután egy kisebb "dinasztia" lett a csapatból és a következő évben megnyerték a WHL-t és a Memorial-kupát is. 2002-ben és 2003-ban mindig eljutottak a WHL döntőbe de ott egymás után kétszer győzték le őket. Közben a 2001-es NHL-drafton a Philadelphia Flyers kiválasztotta őt az első kör 27. helyén. Miután túlkoros lett a junior ligában bemutatkozott a felnőttek között az AHL-es Philadelphia Phantomsban. 29 mérkőzés után 2003. december 16-án az Edmonton Oilers megszerezte a játékjogát de az NHL-ben továbbra sem mutatkozott be. A szezont az AHL-es Toronto Roadrunnersben fejezte be. A következő szezonban ez a csapat átköltözött Edmontonba és Edmonton Road Runners néven folytatta tovább. 2005. augusztus 2-án egy nagyszabású csere keretében a St. Louis Blues leigazolta. 2005–2006-ban bemutatkozott az NHL-ben a Bluesban. 2009-ig volt a csapat tagja de sokszor leküldték a farmcsapatba az AHL-es Peoria Rivermenbe. 2009. július 7-én a Dallas Stars leigazolta de a 2009–2010-es szezonban csak 36 mérkőzést játszott. 2010–2011-ben is a Starsnál játszott 63 mérkőzésen. A csapat nem jutott be a rájátszásba. 2011. július 1-jén lejárt a kétéves szerződése a dallasi csapattal és szabadügynök lett. 2011. augusztus 15-én a Montréal Canadiens egyéves szerződést kínált neki amit aláírt. A Canadiens hamar lemondott róla és így a New York Rangers október 6-án leigazolta. A következő szezonban 27 mérkőzést játszhatott a Rangersben és a szezont az AHL-es Connecticut Whale-hez került.

## Nemzetközi szereplés
Első válogatottbeli szereplése a 2003-as U-20-as jégkorong-világbajnokság volt, ahol a kanadai válogatott az ezüstérmet szerezte meg, miután kikapott a döntőben az oroszoktól.

## Díjai
- Ed Chynoweth-kupa: 2001
- Memorial-kupa: 2001
- WHL Kelet Második All-Star Csapat: 2002
- WHL Kelet Első All-Star Csapat: 2003
- Bill Hunter-emlékkupa: 2003
- Junior világbajnoki ezüstérem: 2003

## Karrier statisztika
| 1999–2000         | Red Deer Rebels       | WHL               | 67  | 4  | 12  | 16  | 40  | 4  | 0 | 3  | 3  | 2  |
| 2000–2001         | Red Deer Rebels       | WHL               | 72  | 7  | 28  | 35  | 113 | 22 | 2 | 8  | 10 | 25 |
| 2001–2002         | Red Deer Rebels       | WHL               | 72  | 14 | 23  | 37  | 109 | 23 | 2 | 10 | 12 | 22 |
| 2002–2003         | Red Deer Rebels       | WHL               | 57  | 16 | 36  | 52  | 65  | 23 | 1 | 9  | 10 | 25 |
| 2003–2004         | Philadelphia Phantoms | AHL               | 29  | 0  | 6   | 6   | 51  | —  | — | —  | —  | —  |
| 2003–2004         | Toronto Roadrunners   | AHL               | 53  | 4  | 18  | 22  | 41  | 3  | 0 | 0  | 0  | 2  |
| 2004–2005         | Edmonton Roadrunners  | AHL               | 80  | 6  | 20  | 26  | 84  | —  | — | —  | —  | —  |
| 2005–2006         | St. Louis Blues       | NHL               | 26  | 0  | 2   | 2   | 25  | —  | — | —  | —  | —  |
| 2005–2006         | Peoria Rivermen       | AHL               | 53  | 1  | 14  | 15  | 58  | 4  | 0 | 0  | 0  | 4  |
| 2006–2007         | Peoria Rivermen       | AHL               | 41  | 0  | 18  | 18  | 20  | —  | — | —  | —  | —  |
| 2006–2007         | St. Louis Blues       | NHL               | 34  | 1  | 6   | 7   | 12  | —  | — | —  | —  | —  |
| 2007–2008         | Peoria Rivermen       | AHL               | 52  | 10 | 20  | 30  | 35  | —  | — | —  | —  | —  |
| 2007–2008         | St. Louis Blues       | NHL               | 27  | 2  | 6   | 8   | 12  | —  | — | —  | —  | —  |
| 2008–2009         | St. Louis Blues       | NHL               | 65  | 3  | 15  | 18  | 57  | 4  | 0 | 0  | 0  | 0  |
| 2008–2009         | Peoria Rivermen       | AHL               | 7   | 0  | 7   | 7   | 2   | —  | — | —  | —  | —  |
| 2009–2010         | Dallas Stars          | NHL               | 36  | 0  | 3   | 3   | 11  | —  | — | —  | —  | —  |
| 2010–2011         | Dallas Stars          | NHL               | 63  | 2  | 9   | 11  | 24  | —  | — | —  | —  | —  |
| 2011–2012         | New York Rangers      | NHL               | 27  | 1  | 5   | 6   | 8   | —  | — | —  | —  | —  |
| 2011–2012         | Connecticut Whale     | AHL               | 6   | 0  | 3   | 3   | 6   | —  | — | —  | —  | —  |
| WHL Összesített   | WHL Összesített       | WHL Összesített   | 268 | 41 | 99  | 140 | 327 | 72 | 5 | 31 | 36 | 74 |
| AHL Összesített   | AHL Összesített       | AHL Összesített   | 268 | 21 | 106 | 127 | 297 | 7  | 0 | 0  | 0  | 6  |
| NHL Összesítetett | NHL Összesítetett     | NHL Összesítetett | 278 | 9  | 46  | 66  | 149 | 4  | 0 | 0  | 0  | 0  |